# 長谷川真奈
長谷川真奈（はせがわ まな）は日本の歌手。
2024年現在は「Mana Leone Hasegawa」名義でハワイアンソングの歌手として活動している。

## 経歴
スコットランド系アメリカ人の母と日本人の父を持つ。1992年、バップより「Mana」名義でデビュー。1992～1994年の間にシングル4枚とアルバム1枚をリリース。
1994年、ポリスターに移籍。芸名を長谷川真奈に変更してシングル3枚とアルバム1枚をリリース。
2003年にハワイ島に移住。現地にてフラやハワイの伝統文化を学び、ハワイ文化を基盤とした活動を行う。
2018年に日本に帰国。ハワイアンバンド「MANALANI」のメインシンガーとして、各地で行われるフラのイベントやコンサートなどで活動している。

## ディスコグラフィー

### シングル（長谷川真奈名義）
- 真冬のファウンテン（1994年11月26日）
  1. 真冬のファウンテン
  2. ホールド・オン
- 銀河飛行（1995年3月25日）
  1. 銀河飛行
  2. BEN
- ため息の理由（1996年9月1日）- 噂の!東京マガジンエンディングテーマ曲
  1. ため息の理由 作詞：川村真澄　作曲：筒美京平　編曲：井上鑑
  2. コミュニケーション 作詞：芹沢類　作曲：筒美京平　編曲：井上鑑

### アルバム
- Mana  (1992年5月21日) ※Mana名義

1. レイオフ 　作詞／高柳　恋、作曲／Tsukasa、編曲／西脇辰弥
2. 瞳の中の迷宮～Labyrinth～  　作詞／Kenn、曲／都志見　隆、編曲／新川　博
3. Am I In Love  　作詞／Joey Carbone・京恵里子、作曲／Joey Carbone、編曲／新川　博
4. Beat Heart  　作詞／岩井くりす、作曲／曲／都志見　隆、編曲／西平　彰
5. IFの嵐  　作詞／京恵里子、作曲／山口美央子、編曲／岩崎文紀
6. エ・ゴ・イ・ス・ト（Album version）  　作詞／真間　綾、作曲／関根安里、編曲／西脇辰弥
7. Girl Friend～私と彼女の場面～  　作詞／京恵里子、作曲／山口美央子、編曲／岩崎文紀
8. 天国の真下  　作詞／石川あゆ子、作曲／都志見　隆、編曲／西平　彰
9. Driving Blue  　作詞／石川あゆ子、作曲／中西圭三・小西貴雄、編曲／新川　博
10. Will  　作詞／Kenn、曲／前田克樹、編曲／西脇辰弥

- Stories（1995年4月26日）
  1. イエスタデイズは通り雨
  2. Lucky One
  3. Only One In Love
  4. Hold On
  5. Rain
  6. 月夜のパズル
  7. 土曜日のジュリエット
  8. 銀河飛行
  9. Miracles
  10. 真冬のファウンテン